# Мохонько Ярослав Олександрович
Яросла́в Олекса́ндрович Мохо́нько (позивний «Ярий»; 20 жовтня 1991, Карапиші, Миронівський район, Київська область, Україна — 26 червня 2022, Відродження, Бахмутський район, Донецька область, Україна) — український захисник, старший солдат 72 ОМБР Збройних Сил України. Учасник російсько-української війни.

## Біографія
Народився 20 жовтня 1991 року у м. Біла Церква. Проживав в с. Карапиші. Освіту здобув у Карапишівському ліцеї та Богуславському гуманітарному фаховому коледжі імені І. С. Нечуя-Левицького,. Закінчив Київський Національний торговельно-економічний університет, де отримав економічну освіту.
Був учасником Революції Гідності на Майдані Незалежності.
З початком оголошення про проведення антитерористичної операції із залученням Збройних Сил України був мобілізований Миронівським районним військовим комісаріатом у 2014 році у складі 72 ОМБр «Чорні Запорожці».
Під час АТО брав безпосередню участь у багатьох операціях, брав участь у боях за звільнення Маріуполя, у боях за Волноваху, в інших гарячих місцях на сході України. Потрапив в Ізваринський котел, звідки вийшов, маючи контуюзію та поранення хребта.
Після цього займався волонтерством, допомагаючи побратимам шукати необхідне військову амуніцію.
Після повномасштабного вторгнення Росії до України наступного ранку разом з побратимами та батьком приєдналися до 72-ї бригади «Чорні Запорожці».
Був керівником відділів, які тримали оборону від нападу ворога на столицю України м. Києва в с. Розівка, Броварського р-ну, с. Савенки, Вишгородського району. Проводив навчання на полігоні під Білоруссю, після чого був відправлений на Схід України. Тримав оборону в напрямку Донецької області Бахмутського району.
26 червня 2022 року потрапив в засідку ворожого ДРГ ЗС РФ, де отримав травми, несумісні з життям.

### Сім'я
- батько — Мохонько Олександр Петрович
- мати - Мохонько Валентина Львівна
- брат - Мохонько Ігор Олександрович
- дружина — Мохонько (Бойко) Наталія Миколаївна
- донька — Мохонько Ніка Ярославівна.

## Нагороди
- почесна медаль «За поранення в бою» (2015)
- Відзнака Президента України «За участь в антитерористичній операції» (2016)[1]
- почесна відзнака «За оборону Маріуполя» (2019)
- медаль «Чорних Запорожців» (2019)
- медаль «За жертовність і любов до України» (2020)
- орден «За мужність» ІІІ ступеня, посмертно (2022)[2]